# Ede Donáth
Dans le nom hongrois Donáth Ede, le nom de famille précède le prénom, mais cet article utilise l’ordre habituel en français Ede Donáth, où le prénom précède le nom.
Ede Donáth ([ˈɛdɛ], [ˈdonaːt]), né le 5 mai 1865 à Besztercebánya dans le royaume de Hongrie (en allemand Neusohl, aujourd'hui Banská Bystrica en Slovaquie) et décédé le 30 avril 1945 à Budapest est un chef d'orchestre et compositeur hongrois d'origine juive.

## Biographie
Les parents d'Ede Donáth sont d'origine morave. Son père Moritz est rabbin à Puncho, une communauté pauvre dans le comté de Trenčín.
Le talent musical de Donáth est découvert à l'âge de 12 ans par l'organiste de la chapelle locale quand il compose un intermède oriental sans formation de base. Son père n'encourage pas ses activités musicales et lui impose des études commerciales. C'est donc secrètement qu'il commence ses études musicales à Bratislava avec le chef d'orchestre József Thiard-Laforest, ami de Franz Liszt. Il étudie la théorie musicale, l'harmonie et l'orchestration à Vienne avec le chef d'orchestre Mór Solling. Plus tard, il travaille à Bratislava comme organiste et donne des cours privés de piano.
En 1897, il est l'assistant de Lajos Serly, directeur du Théâtre Kisfaludy à Óbuda, un quartier de Budapest.
En 1910, il est chef d'orchestre au théâtre du parc Városliget à Budapest. À partir de 1925 jusqu'à sa mort il est maître de chapelle à la synagogue de la rue Dohány.
En 1911, il entreprend un voyage pour étudier l'arabe, le persan, l'hébreu ainsi que des hymnes et des cantiques chrétiens qu'il recueille.
Il écrit de la musique de scène mais son plus grand succès est l'opérette Shulamith (1899), d'après la pièce éponyme d'Abraham Goldfaden. Elle sera jouée plus de 500 fois.
Ede Donáth survit à la terreur de la persécution nazie dans le ghetto de Budapest mais meurt peu après la libération de la Hongrie, le 30 avril 1945, à cinq jours de son 80e anniversaire.
Les manuscrits de Donath sont conservés au département de la musique de la Bibliothèque nationale Széchényi à Budapest.

## Source
- (de) Cet article est partiellement ou en totalité issu de l’article de Wikipédia en allemand intitulé « Ede Donáth » (voir la liste des auteurs).